# Hyposmocoma corticicolor
Hyposmocoma corticicolor — вид моли эндемичного гавайского рода Hyposmocoma.

## Распространение
Встречается на острове Мауи в высокогорном регионе Олинда.

## Синонимы
- Aphthonetus corticicolor (Walsingham, 1907)